# Kaisers TV, Ungarn
A Kaisers TV, Ungarn Pintér Béla színműve, amelyet 2011 októberében mutatott be a Pintér Béla és Társulata. Nyomtatásban először a Drámák című kötetben jelent meg a mű, a Saxum Kiadónál 2013-ban. A darab kerettörténetét egy időutazás adja, amely egy család sorsának módosításával megváltoztatja az 1848–49-es forradalom és szabadságharc kimenetelét.
|  | Alább a cselekmény részletei következnek! |

Amália, anyja halála után, egy transzcendentális utazás révén visszatér 1848-ba, ahol a császári televíziónál kap állást. A forradalom kitörésekor Kossuth Lajos és Petőfi Sándor lefoglalja a stúdiót, és megalakítja a Magyar Nemzeti Élőkép Vibráncot. Az első műsor fő szereplője Amália apja, Gróf Baráznay Ignác, a Sukorói Oroszlán. Amália annyit tud róla, hogy a tiszt később, a schwechati csatában eltűnt. Később rájön, hogy apjának azért veszett nyoma, mert egy fiatalabb nő kedvéért elhagyta az éppen vele állapotos anyját. A nő segítségével az események végül úgy alakulnak, hogy a gróf felesége mellett marad, és a schwechati csata megnyerésével diadalra vezeti a magyar szabadságharcot.
|  | Itt a vége a cselekmény részletezésének! |

## Keletkezése
Pintér Béla egy interjúban elmondta, hogy eredetileg nem „térítette” volna el a grófot szándékától, de túl didaktikusnak érezte a rossz egyéni döntés és a tragikus nemzeti vereség közötti ok-okozati viszonyt, ezért változtatta meg a schwechati csata kimenetelét. A módosításról mindössze két héttel a bemutató előtt döntött, és ezzel teljesen megváltoztatta a Kaisers TV, Ungarn cselekményét, hangulatát.
A szerzőt egyrészt Salamon Ella halála inspirálta, amelyről Krúdy Gyula életrajzában olvasott. A nő egy hipnotizőr szeánszán vesztette életét. Ihletet adott, hogy a kétezres évek elején felkérték a budapesti március 15-ei ünnepség megrendezésére, illetve a 2010-es országgyűlési választások utáni fülkeforradalmazás.
„Felmerült bennem, mit szólna ehhez Petőfi Sándor, aki az életét áldozta a forradalomért” – mondta egy interjúban. A darab írása közben Jókai Mór Az én kortársaim és Degré Alajos Visszaemlékezéseim című munkájára támaszkodott.

## Bemutató
A bemutatót Pintér Béla rendezte, a dramaturg Enyedi Éva volt. A szerző mellett Mucsi Zoltán, Szamosi Zsófia, Stefanovics Angéla, Thuróczy Szabolcs, Friedenthal Zoltán, Hajdú Rozi, Szalontay Tünde, Terhes Sándor, Quitt László és Kéménczy Antal lépett fel.

## További előadások
- Sepsiszentgyörgyi Állami Magyar Színház
  - Időpontok: 2014. május 18.; 2014. augusztus 31.
  - Szereplők: Kovács Kati, Pálffy Tibor, D. Albu Annamária, Gajzágó Zsuzsa, Benedek Ágnes, Kolcsár József,  Erdei Gábor, Mátray László, Kónya-Ütő Bence, Derzsi Dezső, Pál Ferenczi Gyöngyi, Kertész János